# Zaliczenie
Zaliczenie – polski, czarno biały, telewizyjny film krótkometrażowy, utrzymany w tonacji kameralnej z 1968 roku, w reżyserii Krzysztofa Zanussiego, zrealizowany przez Zespół Filmowy „Tor”.

## Charakterystyka filmu
Inspiracją twórców tego filmu (m.in. reżyserii i scenariusza – Krzysztofa Zanussiego oraz Edwarda Żebrowskiego) był stan moralny studentów u schyłku lat 60. XX wieku oraz refleksje nad ich zachowaniami. Zderzenie dwóch energii, dwóch sił, studenta i profesora – wigor, brawura, młodzieńcza bezczelność połączona z nieświadomością, może nawet z głupotą kontra uczciwość, stateczność i mądrość życiowa. Gra emocji, test charakteru i moralności. Krótka, poglądowa lekcja stosunku do życia, bo nie wszystko co młode, nowe, świeże jest godne pozazdroszczenia. Duet aktorski Aleksander Bardini – Daniel Olbrychski, mistrz, autorytet i pedagog w starciu z młokosem i nieopierzonym kombinatorem. Eksperyment pedagogiczny, sprawdzający, w jakim stopniu młody człowiek gotów będzie zrezygnować z własnej godności, by uzyskać to, na czym mu zależy. Kameralne studium psychologiczne, przywołujące częsty w twórczości reżysera motyw ludzkiej godności jako niezbędny składnik egzystencji.
Film trwający nieco ponad 28 minut powstał w 1968 na zamówienie Telewizji Polskiej, w Zespole Filmowym „Tor” na taśmie czarno białej (formatu standardowego 4:3), a wyprodukowała go Wytwórnia Filmów Dokumentalnych w Warszawie . Premiera filmu odbyła się 1 grudnia 1968, w Programie 1 Telewizji Polskiej o godzinie 18:30.

## Opis fabuły
Student Politechniki idzie do domu profesora, żeby u niego zaliczyć poza sesją. Pokazuje list polecający od przyjaciółki żony profesora. Po naleganiach, profesor się zgadza, ale stwierdza jego oszustwo.

### Treść filmu
Student II roku Politechniki Warszawskiej – Zdzisiewicz, będący repetentem przychodzi z listem polecającym do willi prof. Karola Krajewskiego w celu zaliczenia semestralnego egzaminu z fizyki. Żona profesora Helena zaprasza go do środka. Początkowo profesor nie chce się zgodzić, ale po złożonych wyjaśnieniach decyduje się w drodze wyjątku przepytać go dając jedno pisemne zadanie, które on po wyznaczonych dziesięciu minutach rozwiązuje o następującej treści:

Z pochylni o kącie ɑ stacza się przedmiot o przekroju koła. Wyprowadzić wzór na czas staczania.

W celu sprawdzenia wyniku – pod nieobecność profesora – zagląda on do odpowiedzi, do zadanego zbioru zadań i koryguje błędnie wynik, który w tym zbiorze był błędem zecerskim. Przy tablicy z prezentowanymi wzorami obliczeń i tokiem postępowania toczy się spór co do trafności wyniku {\displaystyle (+\;czy\;-?).}
| {\displaystyle \color {White}t={\sqrt {\frac {2s}{a}}}} {\displaystyle \color {White}J=KMr^{2}} {\displaystyle \color {White}J\varepsilon =Tr} {\displaystyle \color {White}KM{\underline {r^{\cancel {2}}\varepsilon }}=Tr\!\!\!\!\diagup } {\displaystyle \color {White}a={\underline {r\varepsilon }}} {\displaystyle \color {White}{\underline {KMa=T}}} {\displaystyle \color {White}\not Ma=\not Mgsin\alpha -K\not Ma} {\displaystyle \color {White}a={\frac {gsin\alpha }{1+K}}} {\displaystyle \color {White}{\underline {t={\sqrt {\;{\frac {2s}{gsin\alpha }}{(1{\color {Gold}{\cancelto {}{\color {White}+}}}\mathop {K} ^{+-\color {Gold}?})}}}}}} |

Student bezmyślnie decyduje się błędnie poprawić sekwencję wyliczeń {\displaystyle (1+K)} na {\displaystyle (1-K),} po czym w ogrodzie, w altanie wdaje się w rozmowę dotyczącą wspólnych zainteresowań związanych z żeglarstwem. Następnie błaga profesora o danie jeszcze jednej szansy. Profesor wskazuje na rzut monetą – stwierdzając, że jest podobną do egzaminu loterią – który kończy się niepowodzeniem. Profesor proponuje w tej sytuacji potraktowanie sprawy „po męsku”, wycofanie się i odejście. Przestaje zwracać na niego uwagę, bawi się z psami. Student jednak nie rezygnuje, przyjmuje kilka moralnych, życiowych wskazówek i rad. Ostatecznie profesor zalicza egzamin wpisując do indeksu wynik dostateczny. Po chwilowej radości z zaliczenia nadchodzi refleksja i niesmak do samego siebie.

## Obsada aktorska
Poza głównymi bohaterami w filmie zagrało również kilku statystów.
| Obsada aktorska filmu |                          |                                                        |
| Lp.                   | Aktor                    | Rola                                                   |
| 1.                    | Aleksander Bardini       | profesor Karol Krajewski                               |
| 2.                    | Daniel Olbrychski        | Zdzisiewicz, student II roku Politechniki Warszawskiej |
| 3.                    | Jadwiga Colonna-Walewska | Helena Krajewska, żona profesora                       |